# Mellin-transzformáció
Az analízisben a Mellin-transzformáció egy Fourier-transzformációval rokon integráltranszformáció, amit a finn Hjalmar Mellin után neveztek el. A kétoldali Laplace-transzformáció multiplikatív verziója. Közeli kapcsolatban áll a Dirichlet-sorokkal. Gyakran használják a számelméletben, a statisztikában és az aszimptotikus kifejtések elméletében. Kapcsolódik a Fourier- és a Laplace-transzformációhoz, a gamma-függvényhez és a hozzá kapcsolódó speciális függvényekhez.
A Fourier- és a Laplace-transzformációkkal szemben a Mellin-transzformációt nem fizikai, hanem matematikai problémák megoldására fejlesztették ki. Először Bernhard Riemann-nál található meg, aki a zéta-függvényének vizsgálatához használta. A transzformáció, valamint inverzének megfogalmazását és rendszeres vizsgálatát R. Hjalmar Mellin kezdte meg. A speciális függvények elméletének keretében módszereket fejlesztett ki a hipergeometrikus differenciálegyenletek megoldására és az aszimptotikus sorfejlesztésre.

## Definíció
Egy, a pozitív valós számokon definiált  {\displaystyle f\colon \mathbb {R} _{+}\to \mathbb {R} }  függvény Mellin-transzformáltja:
{\displaystyle M_{f}(s):=\int \limits _{0}^{\infty }f(t)t^{s-1}\mathrm {d} t}
a komplex s számokra, ahol az integrál konvergál. Az irodalomban a {\displaystyle {\tfrac {1}{\Gamma (s)}}} tényezővel megszorzott Mellin-transzformáltat is használják, így
{\displaystyle {\frac {1}{\Gamma (s)}}\int \limits _{0}^{\infty }f(t)t^{s-1}\mathrm {d} t.}
ahol {\displaystyle \Gamma } a gamma-függvény.

## Inverz transzformáció
Az inverz transzformáció a komplex sík függőleges egyenesei mentén integrál:
{\displaystyle f(x)={\frac {1}{2\pi i}}\int \limits _{c-i\infty }^{c+i\infty }M_{f}(s)x^{-s}\mathrm {d} s}
ahol  {\displaystyle M_{f}(s)} f Mellin-transzformáltja, és  {\displaystyle b>c>a>0}.
Az inverz transzformáció feltételei:
- Az {\displaystyle M_{f}(s)=\int _{0}^{\infty }f(x)x^{s-1}\mathrm {d} x} integrál abszolút konvergens az {\displaystyle S=\{s\in \mathbb {C} \ |\ a<\Re (s)<b\}} csíkokban
- {\displaystyle M_{f}(s)} analitikus az {\displaystyle S=\{s\in \mathbb {C} \ |\ a<\Re (s)<b\}} csíkokban
- Az {\displaystyle M_{f}(c\pm it)} kifejezés nullához tart, ha  {\displaystyle t\to \infty }, és c egyenletesen tart 0-hoz
- Az  {\displaystyle f(x)} függvény szakaszonként folytonos a pozitív valós tengely mentén, ahol a szakadási helyeken a kétoldali határérték számtani közepét kell venni (lépcsős függvény)

## Kapcsolat a többi transzformációval
A Mellin-transzformáció közvetlenül kapcsolódik a Forurier-transzformációhoz. Ugyanis elvégezve az {\displaystyle t=e^{x}} helyettesítést  {\displaystyle F(x)=f(e^{x})} lesz, és {\displaystyle F} Fourier-transzformáltja {\displaystyle {\widehat {F}}}, akkor
{\displaystyle M_{f}(is)={\sqrt {2\pi }}{\widehat {F}}(s)}.
Megfordítva, :{\displaystyle \left\{{\mathcal {M}}f\right\}(s)=\left\{{\mathcal {B}}f(e^{-x})\right\}(s)=\left\{{\mathcal {F}}f(e^{-x})\right\}(-is).}
A kétoldali Laplace-transzformáció definíciója a Mellin-transzformációval:
{\displaystyle \left\{{\mathcal {B}}f\right\}(s)=\left\{{\mathcal {M}}f(-\ln x)\right\}(s)}
és megfordítva, a Mellin-transzformáció kifejezhető a kétoldali Laplace-transzformációval:
{\displaystyle \left\{{\mathcal {M}}f\right\}(s)=\left\{{\mathcal {B}}f(e^{-x})\right\}(s).}
A Mellin-transzformáció értelmezhető egy  xs magfüggvény a multiplikatív Haar-függvény {\displaystyle dx} szerint, ami invariáns a {\displaystyle x\mapsto ax} dilatációra, így {\displaystyle {\frac {d(ax)}{ax}}={\frac {dx}{x}};}.
A kétoldali Laplace-transzformáció a {\displaystyle dx} additív Haar-mérték szerint transzlációinvariáns, azaz  {\displaystyle d(x+a)=dx}.
A Mellin-transzformáció összekapcsolja a Newton-sorokat vagy a binomiális transzformációt a Poisson-generátorfüggvénnyel, a Poisson–Mellin–Newton-ciklus által.

## Példák

### Dirichlet-sor
A Mellin-transzformációval egy {\displaystyle f} Dirichlet-sor és egy  {\displaystyle F} hatványsor kapcsolatba hozható egymással. Legyenek
{\displaystyle f(s)=\sum _{n=1}^{\infty }a_{n}n^{-s}} és {\displaystyle F(z)=\sum _{n=1}^{\infty }a_{n}z^{n}}
ugyanazokkal az {\displaystyle a_{n}} együtthatókkal. Ekkor
{\displaystyle f(s)={\frac {1}{\Gamma (s)}}\int \limits _{0}^{\infty }F(e^{-t})t^{s-1}\mathrm {d} t}.
Ha itt minden  {\displaystyle a_{n}=1}, akkor {\displaystyle f} a Riemann-féle zéta-függvény, és kapjuk a következőt:
{\displaystyle \zeta (s)={\frac {1}{\Gamma (s)}}\int \limits _{0}^{\infty }{\frac {t^{s-1}}{e^{t}-1}}\mathrm {d} t}.

### Cahen–Mellin-integrál
Ha {\displaystyle c>0}, {\displaystyle \Re (y)>0} és {\displaystyle y^{-s}} a főágból, akkor
{\displaystyle e^{-y}={\frac {1}{2\pi i}}\int _{c-i\infty }^{c+i\infty }\Gamma (s)y^{-s}\;ds}
ahol {\displaystyle \Gamma (s)}a gamma-függvény. Ez az integrál ismert, mint Cahen-Mellin-integrál.

### Számelmélet
A Mellin-transzformáció egy érdekes számelméleti alkalmazása az 
{\displaystyle f(x)={\begin{cases}0&x<1,\\x^{a}&x>1,\end{cases}},}
függvényhez kapcsolódik, amire 
{\displaystyle {\mathcal {M}}f(s)=-{\frac {1}{s+a}},}
feltéve, hogy {\displaystyle \Re (s+a)<0.}

## IzometriaL2-terekben
A Hilbert-terek elméletében a Mellin-transzformációt másként vezetik be. Az {\displaystyle L^{2}(0,\infty )}-tér függvényei esetén a fundamentális sávhoz mindig hozzátartozik {\displaystyle {\tfrac {1}{2}}+i\mathbb {R} }, így {\displaystyle {\tilde {\mathcal {M}}}} definíciója
{\displaystyle {\tilde {\mathcal {M}}}\colon L^{2}(0,\infty )\to L^{2}(-\infty ,\infty ),\{{\tilde {\mathcal {M}}}f\}(s):={\frac {1}{\sqrt {2\pi }}}\int _{0}^{\infty }x^{-{\frac {1}{2}}+is}f(x)\,dx.}
azaz
{\displaystyle \{{\tilde {\mathcal {M}}}f\}(s):={\tfrac {1}{\sqrt {2\pi }}}\{{\mathcal {M}}f\}({\tfrac {1}{2}}+is).}
Ezt az operátort gyakran csak mint {\displaystyle {\mathcal {M}}} jelölik, és Mellin-transzformációnak nevezik, de cikkünkben megkülönböztetésként az {\displaystyle {\tilde {\mathcal {M}}}} jelölést használjuk a továbbiakban. A Mellin-inverzió tétele szerint  {\displaystyle {\tilde {\mathcal {M}}}} invertálható, és inverze
{\displaystyle {\tilde {\mathcal {M}}}^{-1}\colon L^{2}(-\infty ,\infty )\to L^{2}(0,\infty ),\{{\tilde {\mathcal {M}}}^{-1}\varphi \}(x)={\frac {1}{\sqrt {2\pi }}}\int _{-\infty }^{\infty }x^{-{\frac {1}{2}}-is}\varphi (s)\,ds.}
Továbbá ez az operátor izometria, vagyis {\displaystyle \|{\tilde {\mathcal {M}}}f\|_{L^{2}(-\infty ,\infty )}=\|f\|_{L^{2}(0,\infty )}} minden {\displaystyle f\in L^{2}(0,\infty )}-re. Emiatt szerepel a képletben az {\displaystyle 1/{\sqrt {2\pi }}} tényező.

## A valószínűségszámításban
A valószínűségszámításban a Mellin-transzformáció fontos eszköz a véletlen valószínűségi változók szorzatának eloszlásának vizsgálatához. Ha X véletlen valószínűségi változó, és pozitív része X+ = max{X,0}, negatív része X − = max{−X,0}, akkor Mellin-transzformáltja
{\displaystyle {\mathcal {M}}_{X}(s)=\int _{0}^{\infty }x^{s}dF_{X^{+}}(x)+\gamma \int _{0}^{\infty }x^{s}dF_{X^{-}}(x),}
ahol  γ a γ2 = 1 formális határozatlanja. Ez a transzformáció létezik minden komplex s-re egy  D = {s: a ≤ Re(s) ≤ b} sávban, ahol  a ≤ 0 ≤ b.
Az {\displaystyle \scriptstyle {\mathcal {M}}_{X}(it)} Mellin-transzformált meghatározza a kiindulási X valószínűségi változó FX eloszlásfüggvényét. Kellemes a Mellin-transzformációnak az a tulajdonsága is, hogy ha X és Y független valószínűségi változók, akkor Mellin-transzformáltjaik összeszorzódnak:
{\displaystyle {\mathcal {M}}_{XY}(s)={\mathcal {M}}_{X}(s){\mathcal {M}}_{Y}(s)}

## Laplace-transzformáció hengerkoordináta-rendszerben
A Laplace-transzformáció hengeres koordináta-rendszerben így néz ki:
{\displaystyle {1 \over r}{\partial  \over \partial r}\left(r{\partial f \over \partial r}\right)=f_{rr}+{f_{r} \over r}}
Két dimenzióban például
{\displaystyle \nabla ^{2}f={1 \over r}{\partial  \over \partial r}\left(r{\partial f \over \partial r}\right)+{1 \over r^{2}}{\partial ^{2}f \over \partial \theta ^{2}}}
és három dimenzióban
{\displaystyle \nabla ^{2}f={1 \over r}{\partial  \over \partial r}\left(r{\partial f \over \partial r}\right)+{1 \over r^{2}}{\partial ^{2}f \over \partial \varphi ^{2}}+{\partial ^{2}f \over \partial z^{2}}.}
Mellin-transzformációval ez a kifejezés egyszerűbben kezelhető, mivel:
{\displaystyle {\mathcal {M}}\left(r^{2}f_{rr}+rf_{r},r\rightarrow s\right)=s^{2}{\mathcal {M}}\left(f,r\rightarrow s\right)=s^{2}F}
Például a két dimenziós Laplace-egyenlet poláris koordináta-rendszerben:
{\displaystyle r^{2}f_{rr}+rf_{r}+f_{\theta \theta }=0}
beszorozva
{\displaystyle {1 \over r}{\partial  \over \partial r}\left(r{\partial f \over \partial r}\right)+{1 \over r^{2}}{\partial ^{2}f \over \partial \theta ^{2}}=0}
sugármenti Mellin-transzformációval egyszerű harmonikus oszcillátorrá válik:
{\displaystyle F_{\theta \theta }+s^{2}F=0}
aminek általános megoldása:
{\displaystyle F(s,\theta )=C_{1}(s)\cos(s\theta )+C_{2}(s)\sin(s\theta )}
Most vegyük figyelembe a peremfeltételt:
{\displaystyle f(r,-\theta _{0})=a(r),\quad f(r,\theta _{0})=b(r)}
partikulárisan egyszerűsíti a Mellin-transzformáció:
{\displaystyle F(s,-\theta _{0})=A(s),\quad F(s,\theta _{0})=B(s)}.
Ezzel partikularizáljuk a megoldást:
{\displaystyle F(s,\theta )=A(s){\frac {\sin(s(\theta _{0}-\theta ))}{\sin(2\theta _{0}s)}}+B(s){\frac {\sin(s(\theta _{0}+\theta ))}{\sin(2\theta _{0}s)}}}
A Mellin-transzformáció konvolúciótételével visszatérünk az eredeti feladathoz:
{\displaystyle f(r,\theta )={\frac {r^{m}}{2\theta _{0}}}\cos m\theta \left(\int _{0}^{\infty }{\frac {x^{m-1}a(x)}{x^{2m}+2r^{m}x^{m}\sin(m\theta )+r^{2m}}}dx+\int _{0}^{\infty }{\frac {x^{m-1}b(x)}{x^{2m}-2r^{m}x^{m}\sin(m\theta )+r^{2m}}}dx\right)}
ahol az inverz transzformáció
{\displaystyle {\mathcal {M}}^{-1}\left({\frac {\sin(s\phi )}{\sin(2\theta _{0}s)}};s\rightarrow r\right)={\frac {1}{2\theta _{0}}}{\frac {r^{m}\sin(m\phi )}{1+2r^{m}\cos(m\phi )+r^{2m}}}}
ahol {\displaystyle m={\frac {\pi }{2\theta _{0}}}}.

## Alkalmazások
A számítástudományban elterjedten használják algoritmusok elemzésére skálainvarianciája miatt. Egy skálázott függvény Mellin-transzformáltja ugyanolyan méretű, mint az eredeti függvény. Ez analóg a Fourier-transzformáció eltolásinvarianciájával. Az időben eltolt függvény Fourier-transzformáltja ugyanolyan méretű, mint az eredetié.
Ez a tulajdonság hasznos a képfelismerésben. A kamera felé közelítő és attól távolodó kép közelítően skálázódik.

## Fordítás
- Ez a szócikk részben vagy egészben  a   Mellin-Transformation című német Wikipédia-szócikk fordításán alapul.  Az eredeti cikk szerkesztőit annak laptörténete sorolja fel. Ez a jelzés csupán a megfogalmazás eredetét és a szerzői jogokat jelzi, nem szolgál a cikkben szereplő információk forrásmegjelöléseként.
- Ez a szócikk részben vagy egészben  a   Mellin transform című angol Wikipédia-szócikk fordításán alapul.  Az eredeti cikk szerkesztőit annak laptörténete sorolja fel. Ez a jelzés csupán a megfogalmazás eredetét és a szerzői jogokat jelzi, nem szolgál a cikkben szereplő információk forrásmegjelöléseként.